# شو موريتا
شو موريتا (باليابانية: 森田 翔) (مواليد 6 يوليو 2003) هو لاعب كرة قدم ياباني.

## وصلات خارجية
- شو موريتا على موقع رابطة كرة القدم اليابانية للمحترفين (اليابانية)
- شو موريتا على موقع قاعدة بيانات كرة القدم.إي يو (الإنجليزية)
- شو موريتا على موقع Soccerway.com (الإنجليزية)
- شو موريتا على موقع عالم كرة القدم.نت (الإنجليزية)